# Палац Кінських
Палац Кінських (нім. Palais Kinsky) — бароковий палац у центрі Відня, Австрія. Спочатку він був побудований для графа Віріха Філіпа фон Дауна, командира гарнізону, чий син Леопольд став фельдмаршалом імператриці Марії Терезії. Пізніше палац купила богемська родина Кінських, і його іноді називають Палацом Даун-Кінських.

## Історія
Палац був замовлений графом Віріхом Філіпом фон Дауном, а будівництво розпочалося у 1713 році під керівництвом архітектора Йоганна Лукаса фон Гільдебрандта. 7 травня 1763 року в палаці народився князь Юзеф Понятовський, польський генерал і маршал Франції.
Палац має жовто-білий фасад і багато оздоблені сходи з фресковими стелями, дзеркалами і статуями. У 1784 році він був проданий шляхетській родині Кінських. Матильда Кінська успадкувала палац і вийшла заміж за аргентинця: пана Мартінеса де Хоса. У 1960-х роках палац став посольством Аргентини на десять років.
Палац Кінських зазнав реконструкції наприкінці 1990-х років і був відновлений до свого попереднього вигляду. Кімнати мають барокові фрескові стелі та дорогі паркетні підлоги. Палац використовується для проведення аукціонів (Auktionshaus im Kinsky) та прийомів, в ньому розташовані магазини та ресторан Freyung 4. Він також використовувався для переговорів про остаточний статус між Сербією та Косово в рамках перемовин, спонсорованих Євросоюзом.

## Галерея

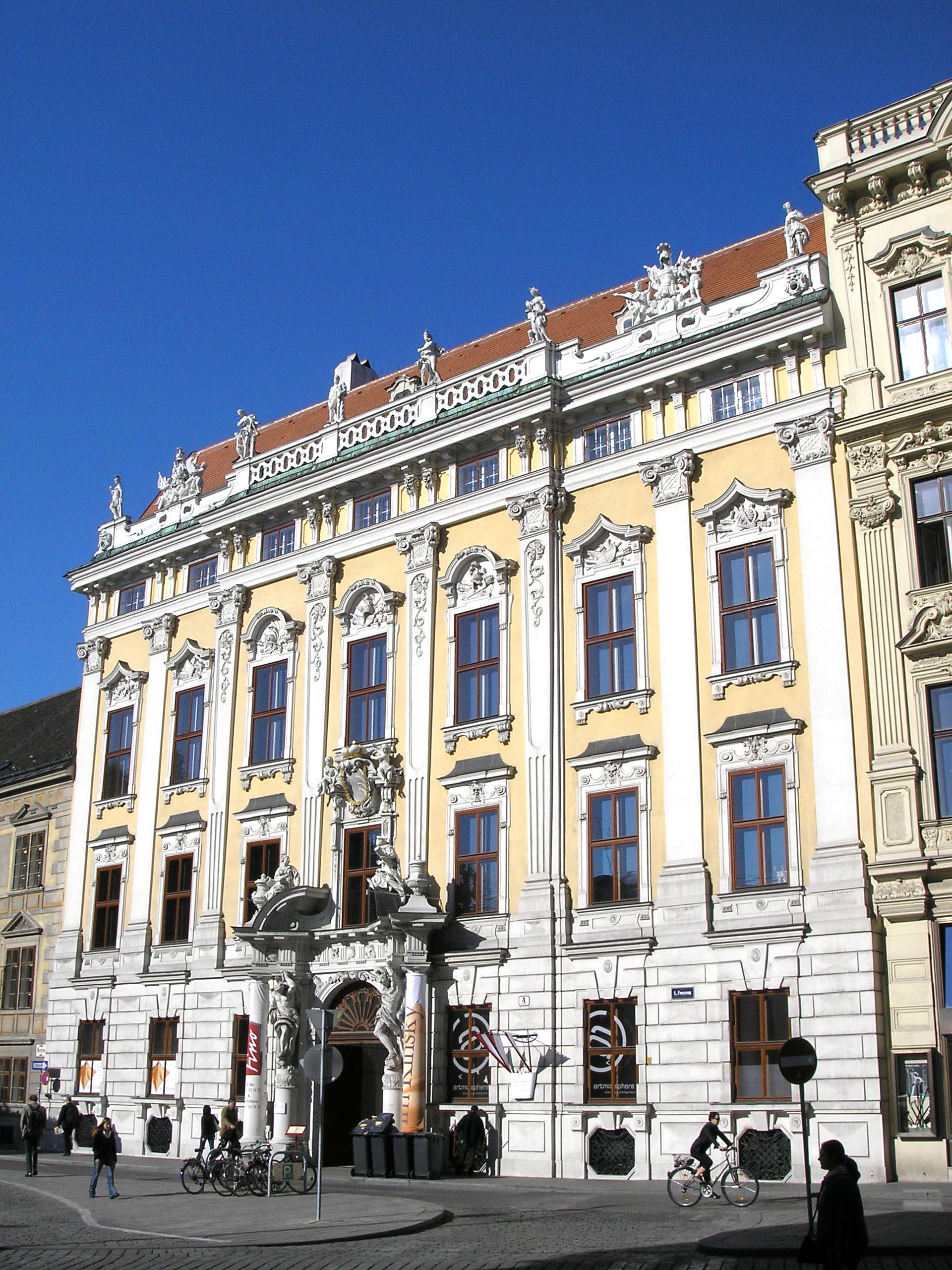
Головний фасад
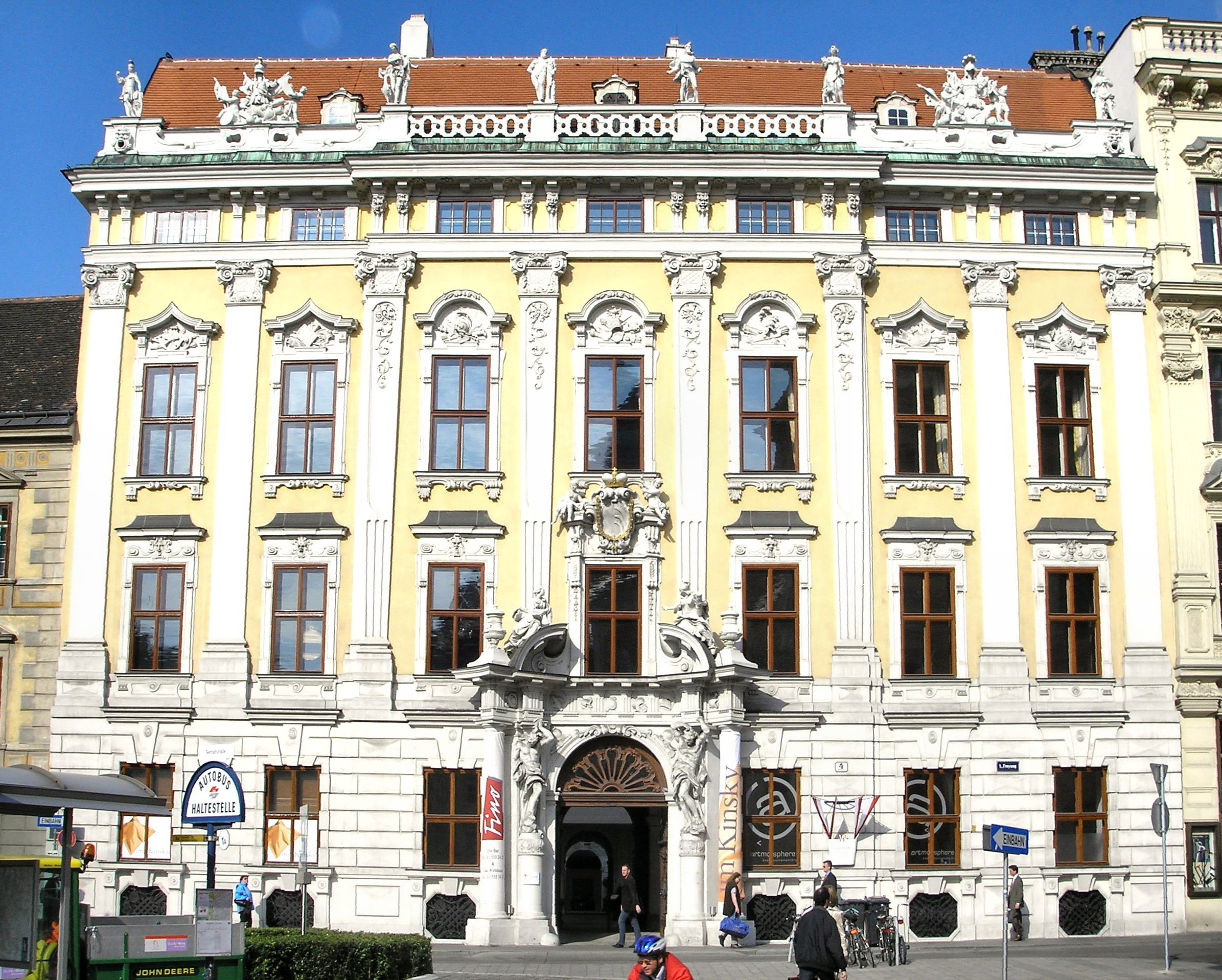
Парадний вхід
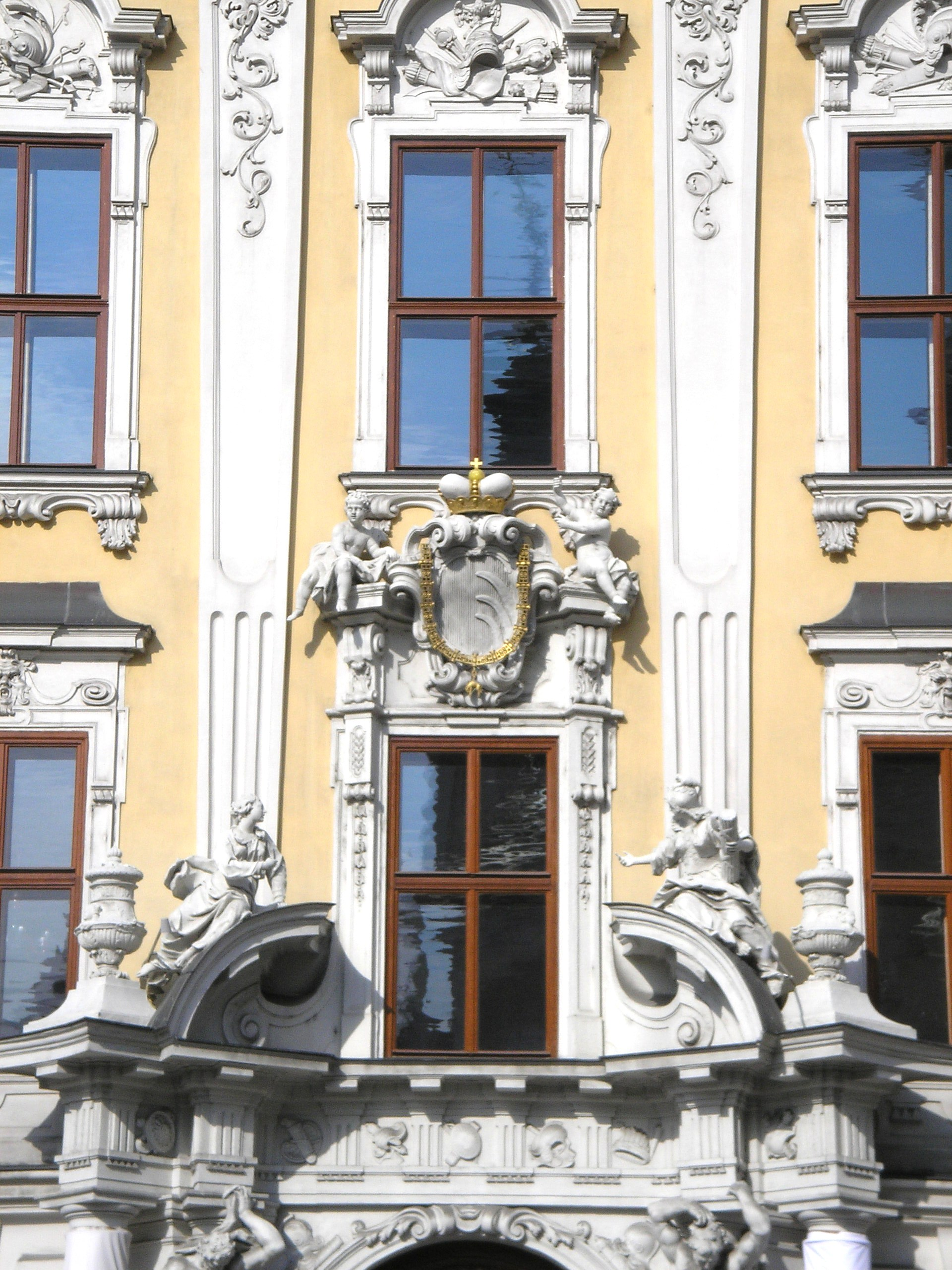
Герб
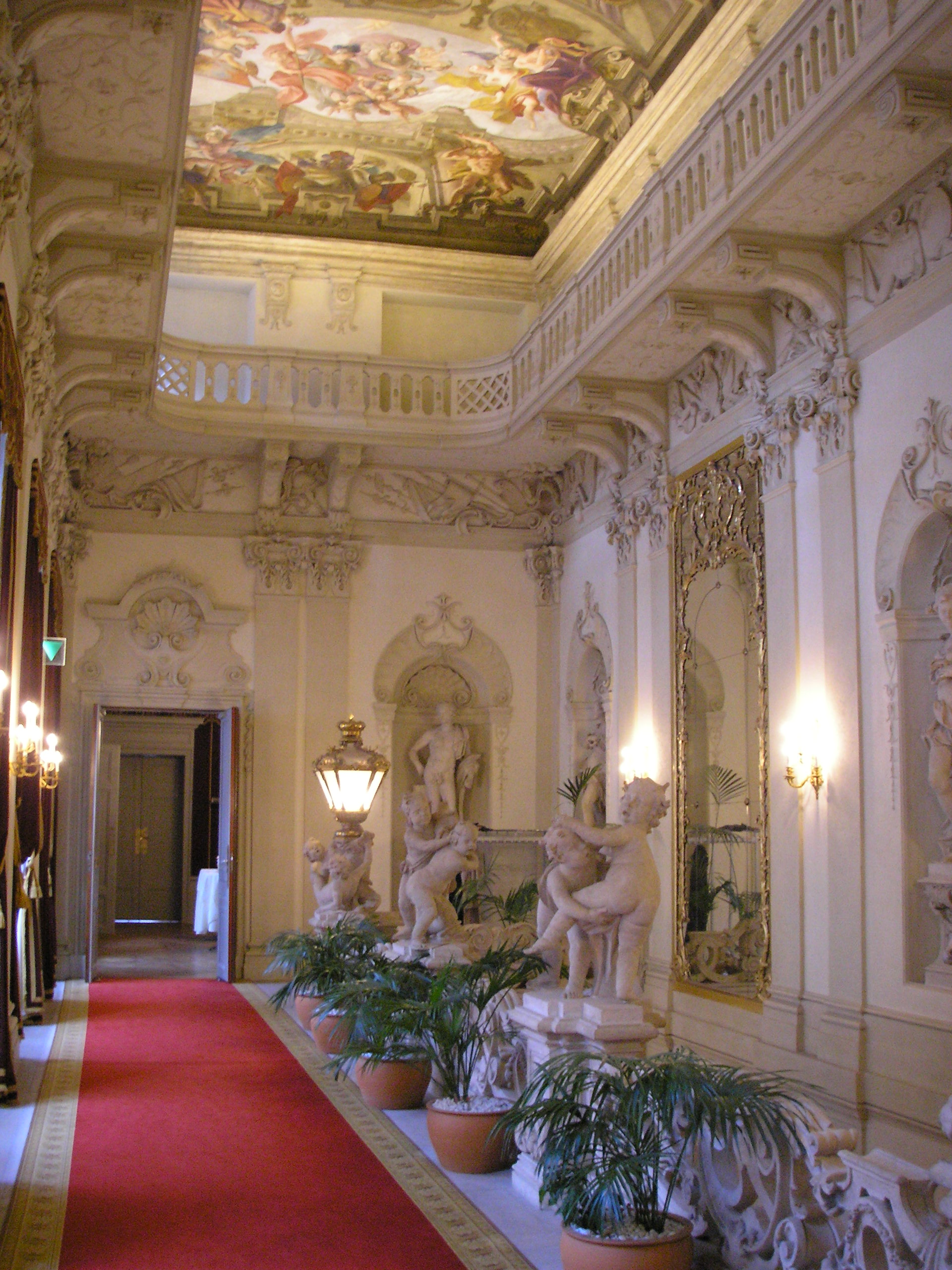
Інтер'єр у стилі бароко
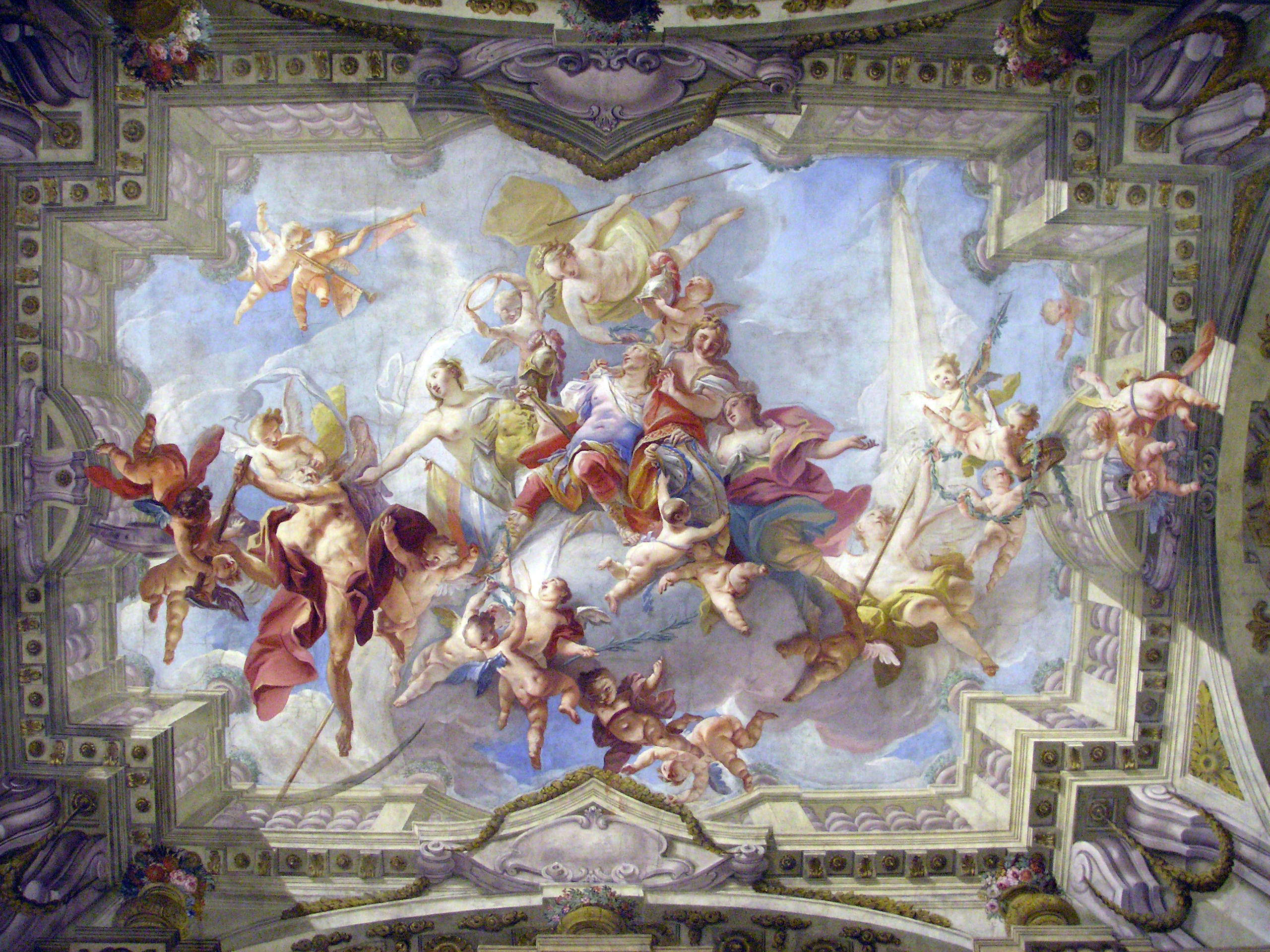
Фрескова стеля над парадними сходами